# Leisure Suit Larry in the Land of the Lounge Lizards
Leisure Suit Larry in the Land of the Lounge Lizards è un'avventura grafica sviluppata nel 1987 dalla Sierra On-Line, nonché il primo capitolo della serie Leisure Suit Larry.
Inizialmente il videogioco venne sviluppato per MS-DOS (con grafica a 16 colori EGA) e per Apple II, ma in seguito fu portato anche su Amiga, Atari ST, Apple IIGS e TRS-80 CoCo. Utilizza il motore grafico Adventure Game Interpreter.

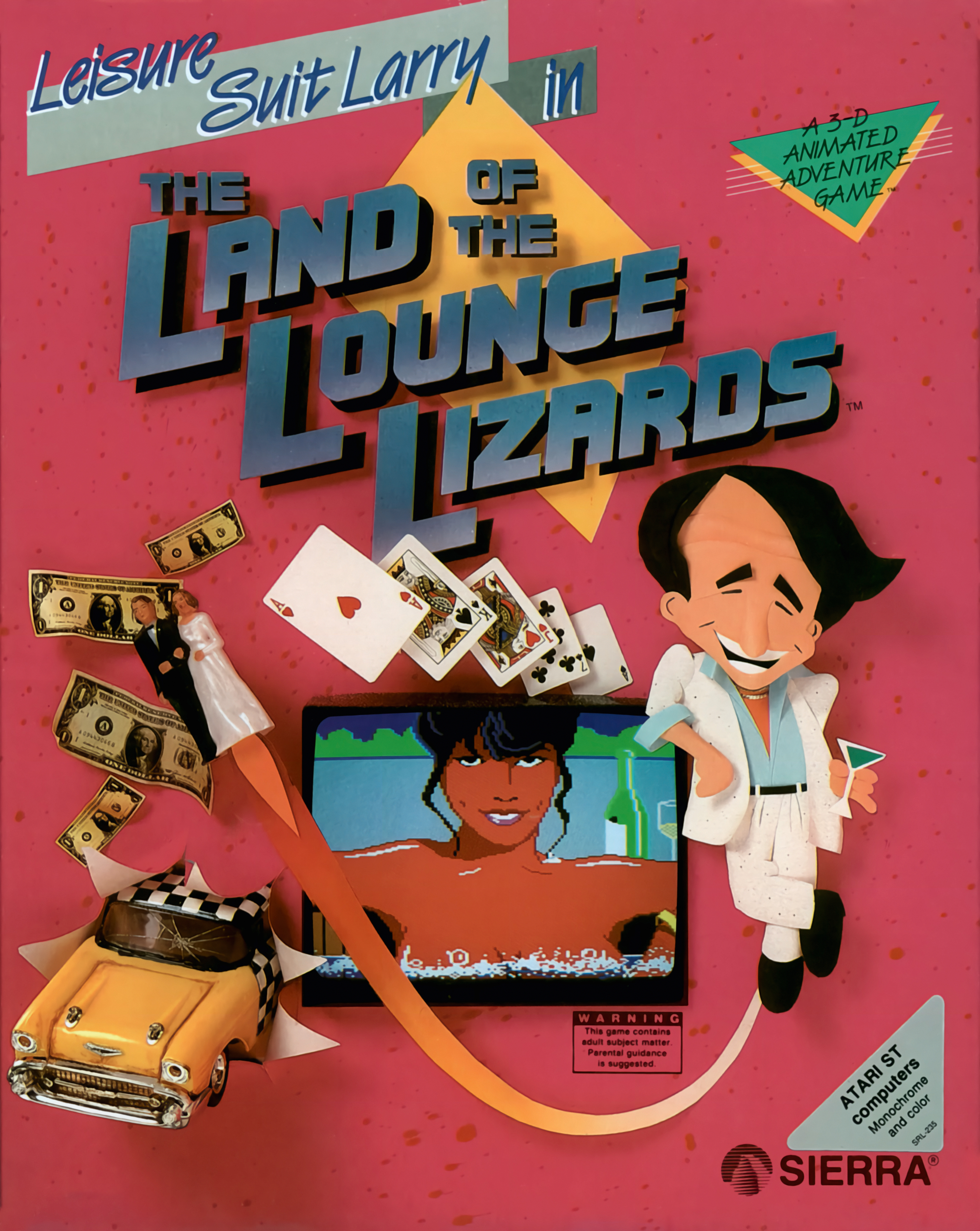
Copertina della versione Atari ST

## Trama
Larry è un personaggio buffissimo, basso, pelato e con un enorme medaglione d'oro appeso al collo, perennemente a caccia di donne e divertimenti in luoghi lussuosi o malfamati. Il gioco non ha un obiettivo finale: per completarlo, bisogna raggiungere certi obiettivi, ovvero andare a letto con ognuna delle donne adocchiate da Larry. Per trovare i luoghi in cui divertirsi, si può chiedere al tassista. Per rendersi presentabile agli appuntamenti, Larry può acquistare vestiti e profumi. Di conseguenza, avrà bisogno di soldi, che si possono vincere al casinò.

## Modalità di gioco
Il gioco è un'avventura grafica che si svolge in numerosi ambienti con visuale in prospettiva. Larry può passare camminando da una stanza all'altra, ma per spostarsi nella città è necessario pagare per il taxi. Durante i dialoghi con le donne la visuale passa al primo piano della donna.
Il controllo nella versione originale avviene tramite il movimento diretto di Larry sulla scena, l'uso di menù a tendina e l'inserimento di comandi di testo in inglese. I progressi ottenuti vengono mostrati sotto forma di punteggio accumulato in rapporto al punteggio massimo possibile.
Nella versione riveduta del 1991 il controllo diventa il tipico punta e clicca con icone corrispondenti alle varie azioni.
In questo gioco, come in altre avventure della Sierra, il protagonista può morire: attraversando la strada, entrando in un vicolo infestato da criminali, avendo rapporti sessuali non protetti... Nella sequenza successiva alla morte di Larry, invece del solito game over, vediamo il corpo di Larry prelevato da uno scienziato, triturato e ricostruito da zero.
Il gioco presenta un test all'ingresso per determinare l'età di un giocatore con una serie di domande basate sulla società alle quali solo un adulto saprebbe rispondere. Tuttavia, siccome il contesto delle domande è fortemente localizzato, chi non vive in America trova ugualmente arduo il test. Comunque il manuale riporta che premendo ALT-X alla prima domanda il test si può eludere completamente.

## Rifacimenti

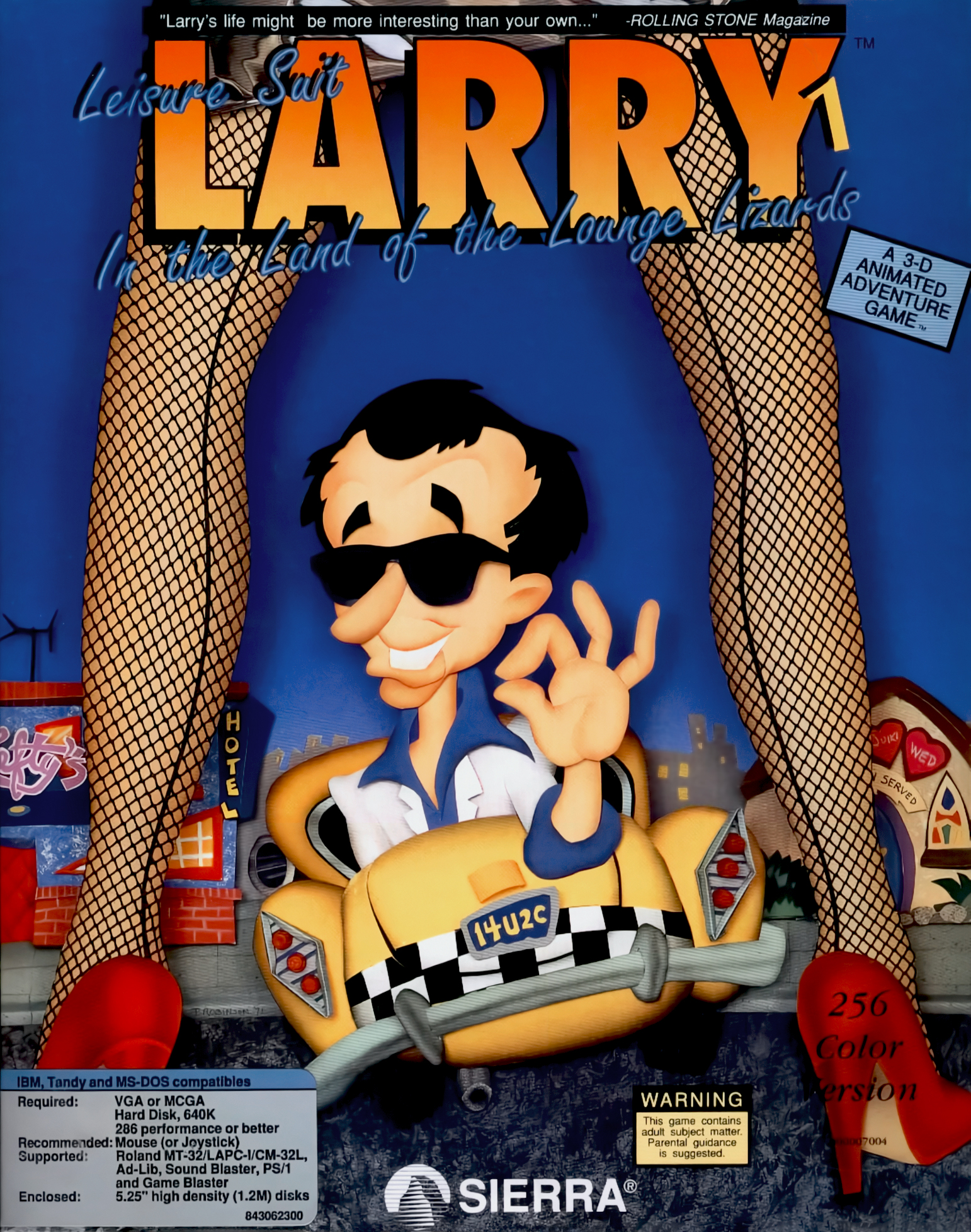
Copertina della versione con grafica aggiornata del 1991, versione MS-DOS

Nel 1991 la Sierra distribuì una versione rivista del videogioco basato sul nuovo motore Sierra's Creative Interpreter, con una grafica a 256 colori e un'interfaccia basata su icone in sostituzione dell'originale interfaccia testuale.
Nel 2013 Replay Games ha commercializzato un remake per PC, Mac, Linux, iOS e Android. Il gioco presenta una grafica migliorata e un doppiaggio completo, inoltre sono state effettuate alcune aggiunte rispetto alla versione originale. Il progetto è stato interamente finanziato dai fan della serie attraverso una raccolta fondi che ha portato nelle casse degli sviluppatori 650.000 dollari.